# قطار مادگان (فیلم)
قطار مادگان (به انگلیسی: Madgaon Express) فیلم هندی کمدی به نویسندگی و کارگردانی بازیگر کونال خمو در اولین کارگردانی خود و تهیه کنندگی فرهان اختر است که در سال ۲۰۲۴ منتشر شد. و ریتش سیدوانی زیر پرچم برتری داشتن سرگرمی. از دیویندو،  پراتیک گاندی، آوینش تیواری نورا فاتحی، اوپندرا اهک و سایه در آن بازی می‌کنند.
این فیلم در ۲۳ مارس ۲۰۲۴ در سینما اکران شد. این فیلم نقدهای مثبتی از منتقدان دریافت کرد و ۴۰ کرور روپیه در سرتاسر جهان فروخت.

## طرح
قطار مادگان داستان سه دوست در مشکل است. در سال ۱۹۹۸، دانوش ساوانت با نام مستعار دودو، پراتیک گارودیا با نام مستعار پینکو و آیوش گوپتا از مومبای در کلاس ۱۰ هستند و آنها رویای رفتن به گوا را پس از امتحانات هیئت مدیره خود دارند.  به دلیل عدم تمایل والدین، آنها قادر به انجام این کار نیستند.  در سال ۲۰۲۳، آنها یک بار دیگر سفر را پس از فارغ التحصیلی برنامه ریزی کردند.  متأسفانه، ماشین به محض شروع سفر با تصادف روبرو می شود.  این طرح مجدداً در پشت مشعل قرار گرفته است.  چند سال بعد، پینکو به کیپ تاون نقل مکان می کند در حالی که آیوش به نیویورک مهاجرت می کند.  هر دو در زندگی موفق می شوند و بسته حقوقی آنها نیز افزایش می یابد.  در همین حال، دودو قادر به داشتن یک شغل ثابت نیست.  او با پینکو و آیوش در شبکه های اجتماعی ارتباط برقرار می کند و می بیند که آنها به طرز بدبویی ثروتمند شده اند.  از این رو، دودو از فتوشاپ برای ترسیم تصویری دروغین استفاده می کند که در یک پنت هاوس زندگی می کند و اوقات زندگی خود را می گذراند.  در سال ۲۰۱۵، پینکو و آیوش تصمیم گرفتند به بمبئی پرواز کنند.  آنها به دودو در مورد آن اطلاع می دهند و همچنین به او می گویند که در "پنت هاوس" او می مانند!  دودو دچار تنش می شود و از این رو، او پیشنهاد می کند که به محض فرود آمدن، هر سه نفر برنامه خود را برای رفتن به گوا انجام دهند.  پینکو و آیوش موافقند.  از آنجایی که دودو نمی‌تواند بلیت‌های پرواز گران‌قیمتی را بپردازد، سه بلیط را در مادگان اکسپرس رزرو می‌کند به این بهانه که اگر در سال ۲۰۰۳ به ایالت ساحلی رفته بودند، باید مانند سفرشان سفر کنند!  پینکو و آیوش از این ایده متنفرند، اما تسلیم می‌شوند. متأسفانه، برای آنها، حتی قبل از اینکه سوار قطار شوند، همه چیز اشتباه می‌شود و به زودی با مجرمان خطرناکی مانند کانچان کومبدی و مندونزا بای مواجه می‌شوند.

## بازیگران
- دیویندو در نقش دانوش (دودو) ساوانت
- پراتیک گاندی در نقش پراتیک (پینکو) گارودیا
- آوینش تیواری در نقش آیوش گوپتا
- نورا فاتحی در نقش تاشا
- کونال خمو به عنوان فروشنده مواد مخدر (نگاه کوتاه)
- رمو دسوزا در نقش دکتر دنی (ظاهر ویژه)
- اوپندرا لیمایه به عنوان مندوزا برادر
- چهایا کادام در نقش کانچان کمبدی
- اومش جگتاپ در نقش پاسبان با رضایت
- راویراج کنده در نقش گانپات
- سامیر پاتیل در نقش پدر دودو
- ویپول دشپنده به عنوان بازرس پلیس
- جواهر ناریگارا در نقش پینکو جوان

## تولید
عکاسی اصلی در اوت ۲۰۲۲ آغاز شد و پوشش (فیلمبرداری)پیچیده شده در فوریه ۲۰۲۳.

## رهایی
این فیلم در ۲۲ مارس ۲۰۲۴ در سینما اکران شد.

## پذیرایی

### پاسخ انتقادی
مایور ساناپ از "سایت ردیف دات کام" دارای رتبه ۳  از ۵ ستاره و مورد تشویق قرار گرفت "قطار مادگان" می فهمد که جذابیت آن در حماقت ذاتی آن نهفته است و سپس به عنوان سرگرمی خالص و بدون تقلب عمل می کند، که آن را به سرعت قابل تماشا می کند. تلویزیون ان دی ، سایبال چاترجی به فیلم ۳/۵ امتیاز داد و نوشت ""قطار مادگان"" یک کمدی وحشیانه و حواس پرت از اشتباهات است که به ندرت، یا هرگز، برای یک نفس مکث می کند.  
در مقابل، شوبرا گوپتا از ایندیان اکسپرس ۱.۵ ستاره از ۵ را داد و اظهار داشت که  بسیاری از جوک‌ها به یک کلنگ ختم می‌شوند.  یک آهنگ در مورد سرگرم نشدن تلاش می‌کند صحنه‌ای را که آدم‌های بد در خواب هستند و مردان خوب تلاش می‌کنند از آنجا فرار کنند، جذاب کند.  این ممکن است به عنوان خلاصه ای از کل فیلم باشد.